# Jazian Gortman
Jazian Gortman, né le 14 mars 2003 à Columbia en Caroline du Sud, est un joueur américain de basket-ball évoluant au poste de meneur et mesurant 1,85 m.

## Biographie

### NBA
En octobre 2024, il signe un contrat two-way avec les Mavericks de Dallas. Il est coupé fin janvier 2025.